# Over Hulton
Over Hulton är en ort och en unparished area i distriktet Bolton, i grevskapet Greater Manchester i England. Orten är belägen 17 km från Manchester. Over Hulton var en civil parish 1866–1898 när det uppgick i Bolton and Westhoughton. Civil parish hade 1 533 invånare år 1891.